# ویلفردو آلارکون
کارلوس ویلفردو آلارکون فرادا (اسپانیایی: Wilfredo Alarcón‎) ; (زاده ۱۸ سپتامبر ۱۹۳۲– درگذشته: ۷ فوریهٔ ۲۰۱۰) فعال حقوق بشر اهل (کیورا کایتشن، شیلی) بود، یک کشیش کاتولیک شیلیایی که در زندان به سر برد، خیلی زیاد شکنجه شد و از جزای اعدام در دوران دیکتاتوری آگوستو پینوشه جان سالم به در برد.

## تاریخچه
پدر ویلفردو به عنوان کشیش پرکوئنکو که شهری در جنوب منطقه آراکانیا شیلی می‌باشد خدمت کرده‌است، ویلفردو در ۱۳ سپتامبر ۱۹۷۳ توسط پلیس شهر لاتارو شیلی، دستگیر شد. او متهم به «توهین و تخریب» نیروهای مسلح در ملاء عام و این که به‌طور غیرقانونی اقدام به ستیزه‌جویی در همراهی با جنبش چپ شیلی نمود. او برای یک هفته در زندان لاتارو بازداشت شد، جایی که وی تحت بازجویی‌های متعدد قرار گرفت. در شب ۱۷ سپتامبر همان سال، او را در غل و زنجیر توسط کامیون به پایگاه هوایی در تموکو منتقل کردند. او مورد ضرب و شتم وحشیانه در آنجا قرار گرفت. سپس زندانبانان او را به طرف رودخانه کوتین بردند و در آنجا به او شلیک کردند. او مورد شکنجه قرار گرفت اما بدون مداوای زخم‌های زیاد بدنش، آنها او را به میزان ۲۰۰متر از یک کانال پرآب کانال عبور دادند تا زنده بماند.
او را از کشیش بودن منع کردند تا اینکه در ژوئیه ۲۰۱۰ بدرود حیات گفت. از او دو فرزند به‌جای ماند.